# Ermita de San Juan Bautista (Coria del Río)
La ermita de San Juan Bautista, también conocida como Ermita del Cerro o Ermita de la Vera Cruz, es un templo de Coria del Río, provincia de Sevilla, Andalucía, España. Es un edificio del siglo XV que ha sufrido reformas en los siglos XVII, XVIII y XIX. Está situada en borde oriental del cerro de San Juan. En ella tiene su sede canónica la Hermandad de la Vera Cruz coriana.

## Historia
El templo debió ser labrado por alarifes corianos entre 1474 y 1500, durante el reinado de los Reyes Católicos y bajo el arzobispado de Diego Hurtado de Mendoza y Quiñones. Posteriormente, sufrió reformas en los siglos XVII, XVIII y XIX. El 28 de noviembre de 1972 fue declarado Bien de Interés Cultural en la categoría de Monumento.
La titularidad del templo de san Juan Bautista puede deberse a alguna vinculación con la Orden de Malta (oficialmente, Orden Hospitalaria de San Juan), que participó en la Reconquista de Sevilla en el siglo XIII. Además, debajo de la ermita hay una cueva que se cree que pudo ser usada para ritos iniciáticos de esa orden. En el siglo XVI la ermita estaba agregada a la  Basílica de San Juan de Letrán (Roma) gozando así de las indulgencias que los papas habían concedido a dicho templo, lo que ya se justifica naturalmente su título.

## Descripción
Es un edificio de arquitectura rural mudéjar, con una sola nave dividida en cinco tramos por arcos transversales que están sostenidos en los contrafuertes que se aprecian desde el exterior.

### Exterior
Normalmente solo se puede apreciar la fachada noreste, que se encuentra al subir los 33 escalones de la calle San Juan. En esta fachada está la puerta principal, grande y de color oscuro, realizada en el siglo XIX para que pudieran salir por ella los pasos de la cofradía.
Es un edificio blanco con cinco contrafuertes en sus fachadas noroeste y sureste para sujetar los muros. En la parte delantera tiene una espadaña sencilla del siglo XVIII con una campana. Bajo la espadaña hay una saetera en un ventanal con arco de herradura. Al parecer, ese muro pudo haber pertenecido a una torre defensiva almohade del siglo XII.
La entrada original de la ermita se encuentra en la fachada sureste, orientada hacia el río. Es de arco ojival con marco de ladrillo visto. Lindando con la fachada sureste hay una pequeña explanada construida en la deácada de 1950 para evitar que la erosión de la ladera pudiera perjudicar a la estructura del templo.

### Interior
El retablo mayor es del siglo XVII y tiene en la parte superior una cruz de Malta.
En la hornacina principal del retablo se encuentra el Cristo de la Vera Cruz, realizado en el 1500. Este crucificado es una obra tardo-gótica similar a los de la escuela de Gil de Siloe. A finales del siglo XIX, para adaptarlo a los gustos de la época, le fue colocada una mascarilla de escayola con ojos de cristal. En una restauración a mediados del siglo XX, realizada por Antonio Castillo Lastrucci, se descubrió que el rostro no era el original, y se decidió quitar la mascarilla. Los escalones que dan acceso la zona del retablo mayor están decorados con azulejos que van del siglo XV al siglo XVII.
En el lateral izquierdo del retablo mayor hay otro retablo con una Virgen dolorosa bajo la advocación de la Purísima Concepción (conocida simplemente como la Concha, abreviatura de Concepción). La Virgen original, del siglo XVII, fue destruida en la Guerra Civil y la actual es de 1953, obra de Rafael Barbero Medina. También hay otro retablo con una escultura de san Juan Bautista y otro con un busto de un ecce homo de principios del siglo XVIII. Todos los retablos son barrocos de madera dorada. El retablo mayor tiene dos columnas salomónicas.
A la derecha del retablo, junto a la puerta de la sacristía, hay lienzo de una Virgen dolorosa atribuida a Luis de Morales. Hay otro lienzo de interés, que representa el pañuelo de Verónica con la Santa Faz, de la escuela de Zurbarán, y un san Antonio de Padua de la escuela de Murillo.

## Hermandad
En siglo XVI se creó en esta ermita la Hermandad de la Vera Cruz, que en el siglo XVII incorporó como titular a la Purísima Concepción. Su nombre completo es Humilde y Antigua Hermandad y Cofradía de Nazarenos del Santísimo Cristo de la Vera Cruz, Purísima Concepción de María Santísima y San Juan Bautista. Esta hermandad procesiona en la Semana Santa de Coria.